# Srnkov (přítok Jezernice)
Srnkov je potok, který pramení v Olomouckém kraji v Oderských Vrších u vesnice Slavkov, poblíže Skokanovy Boudy (nedaleko vrcholu Obírka). Je společně s Černým potokem největším přítokem potoka Jezernice. Do Jezernice se vlévá v osadě Peklo (část obce Podhoří). Kolem Srnkova vede, malebným kaňonem Srnkov, lesní cesta a zelená turistická značka z Pekla ke Skokanově Boudě a dále do Slavkova.

## Další informace
Nad Srnkovem, na Obírce, byly objeveny pozůstatky pravěkého výšinného hradiště s nálezy z období kultury popelnicových polí, pozdní doby laténské a stěhování národů. Vyvýšení z údolí potoků Srnkova (ze severu), Jezernice (z východu), Trnávky (ze západu) a údolí Moravské brány (z jihu) tvořily základ obrany hradiště.
Údolí potoka Srnkov bývá také cílem malakozoologických výzkumů, viz např.
Nedaleko od soutoku Jezernice a Srnkova se také nachází studánka Srnkov.
Lesní cesty v okolí Srnkova a Rusalky (správcem jsou Vojenské lesy a statky ČR) byly v r. 2017 renovované.

## Galerie fotografií

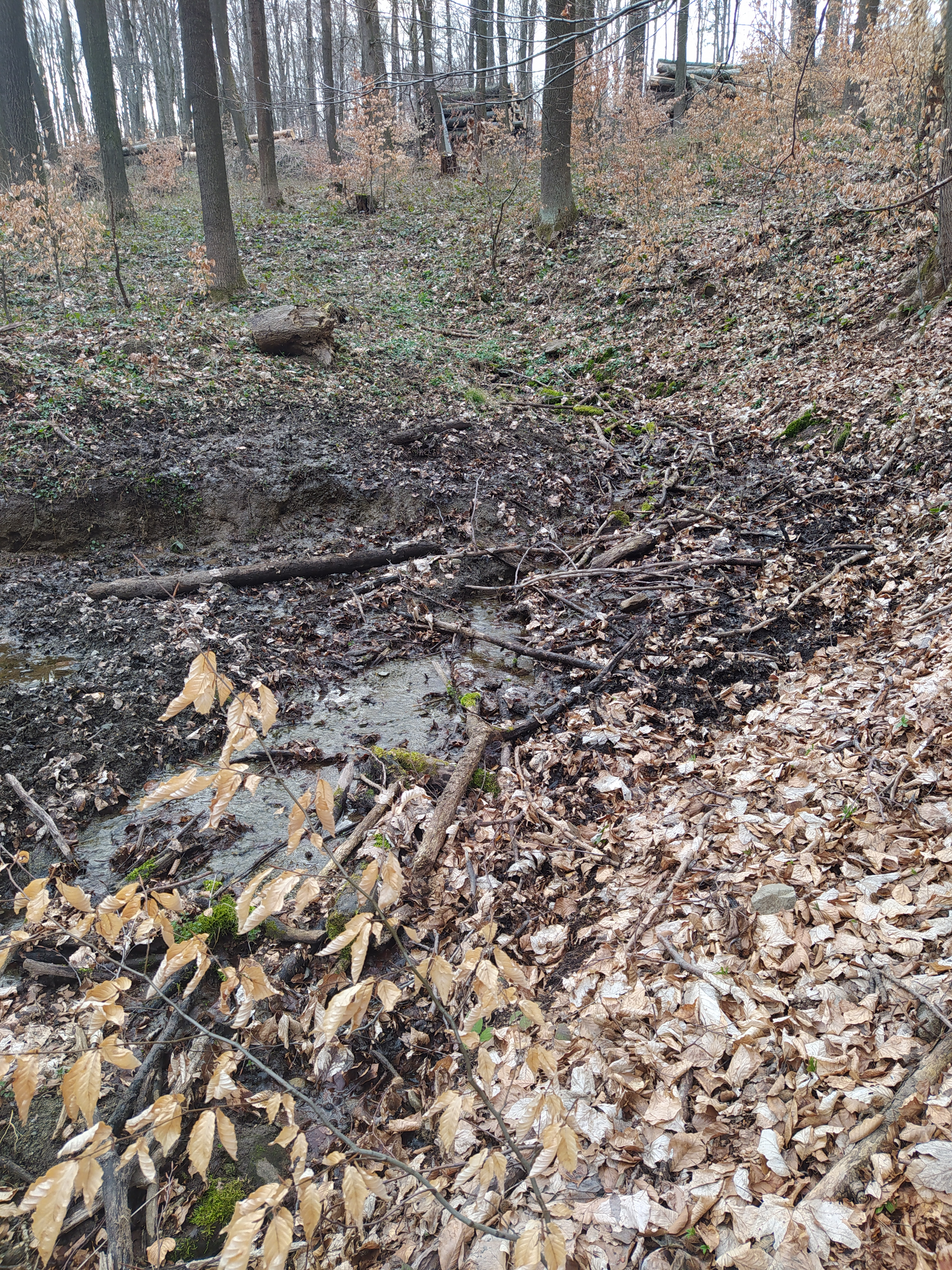
Pramen potoka Srnkov
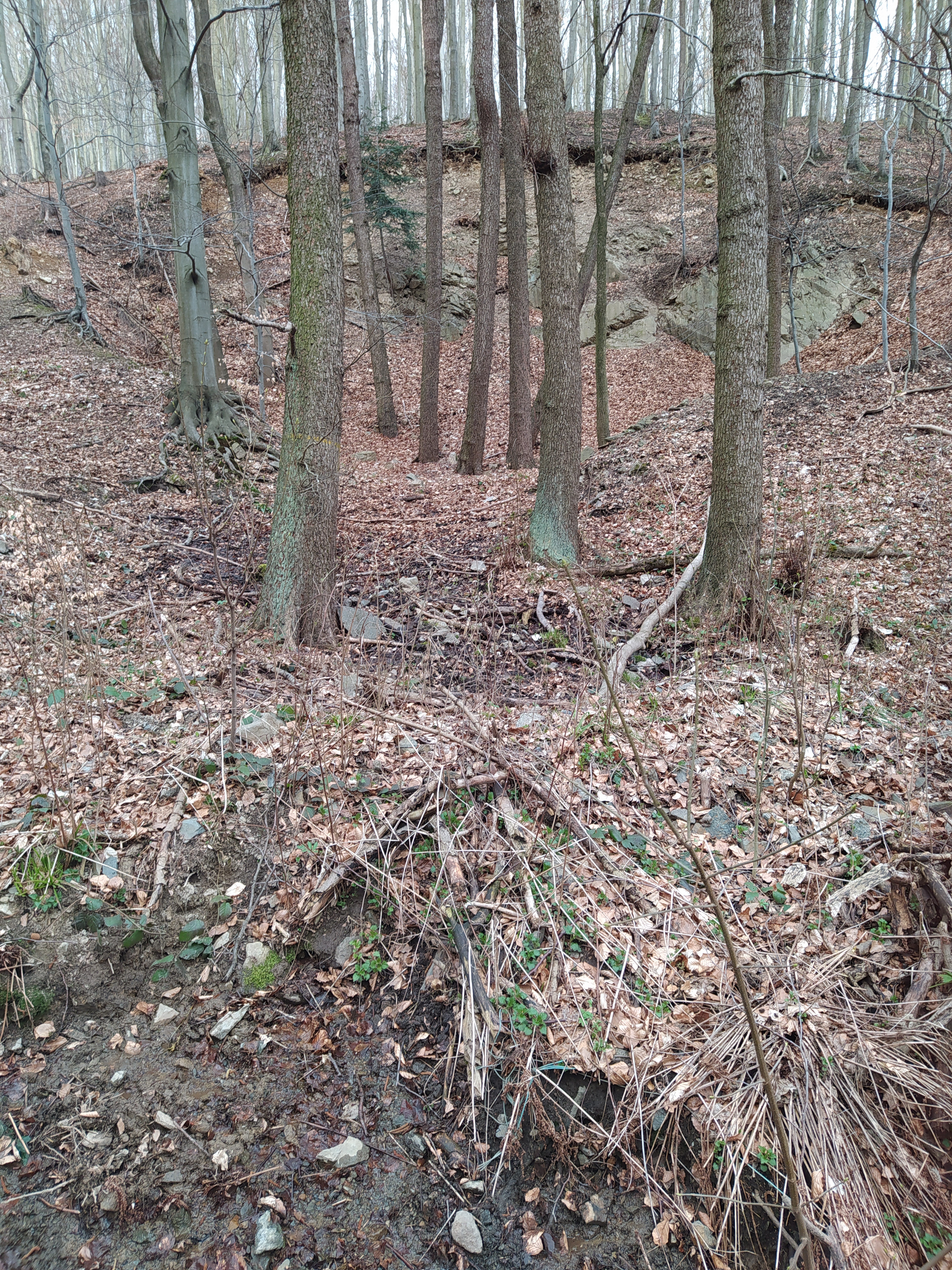
Výchozy skal v údolí potoka Srnkov
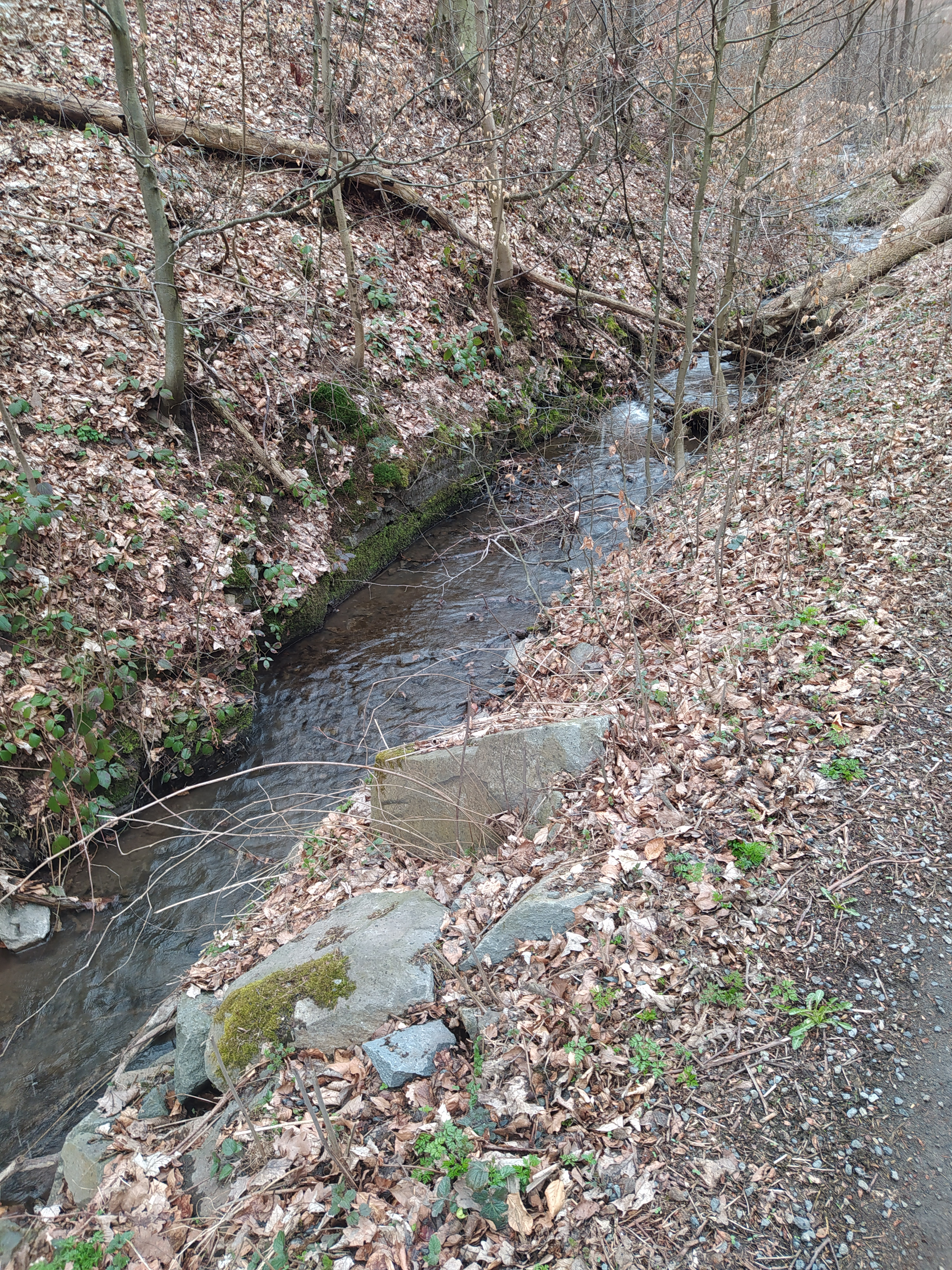
Potok Srnkov
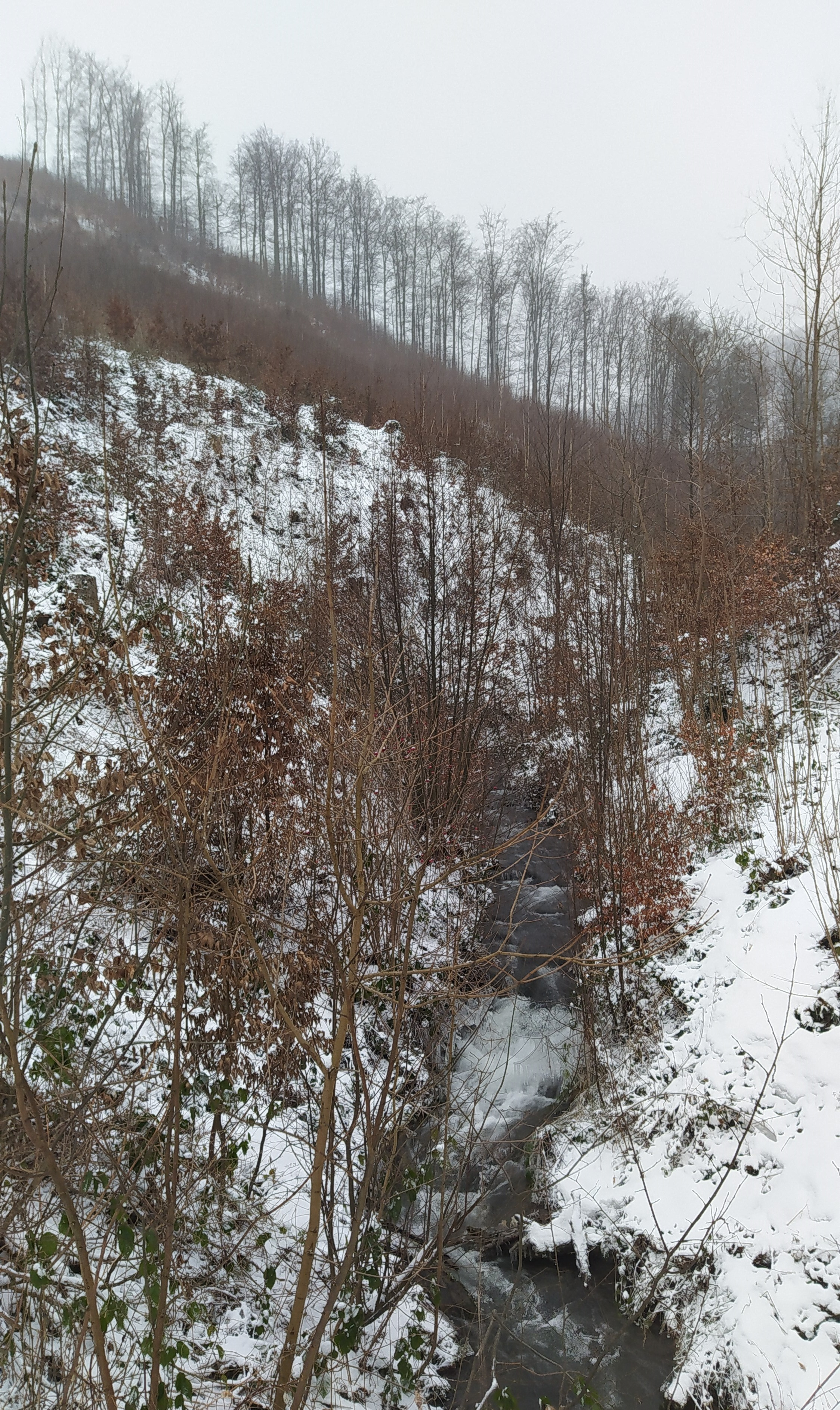
Srnkov – Pohled z Pekla
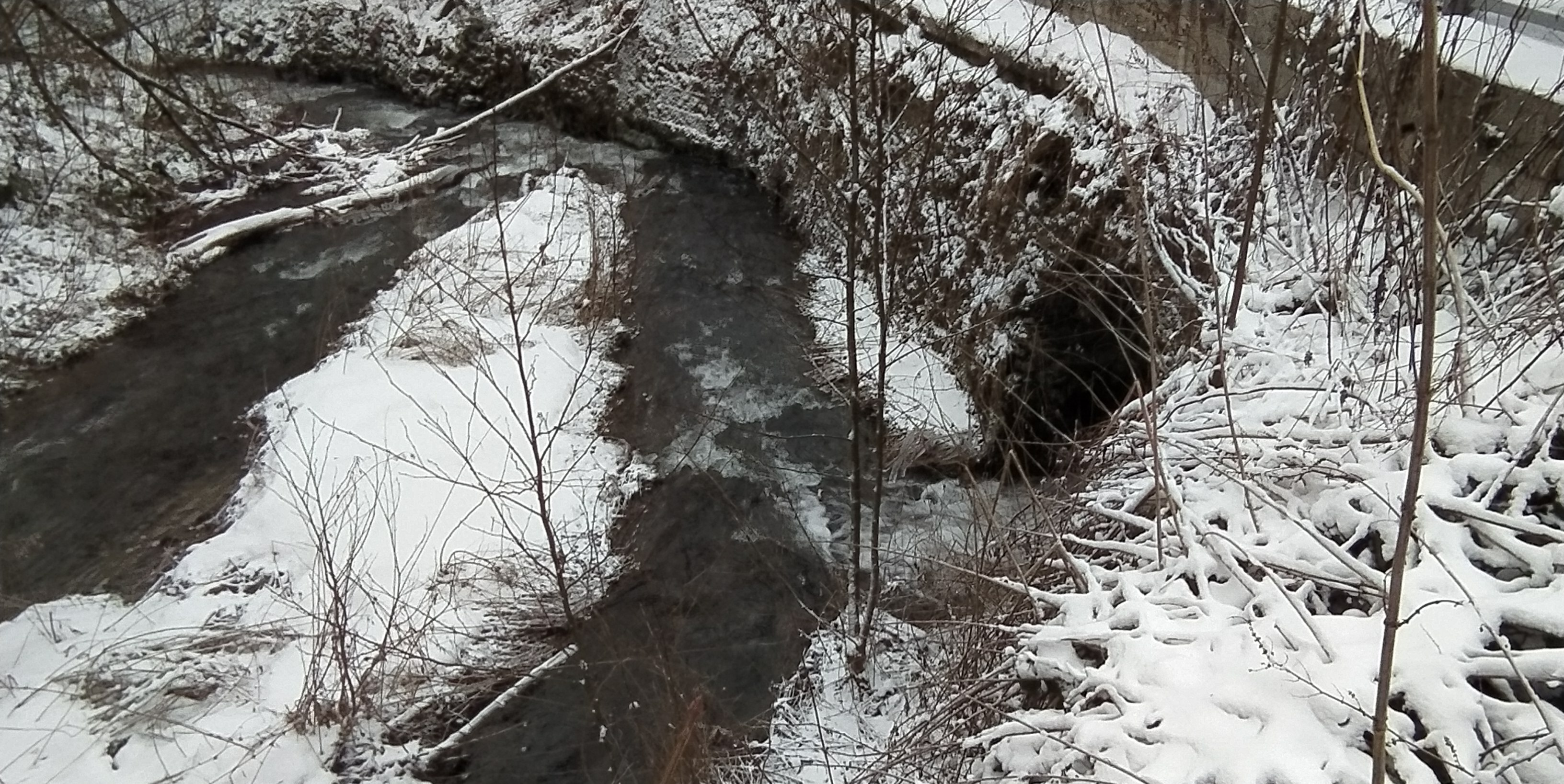
Soutok Srnkova a Jezernice v lokalitě Peklo